# Roger Guerreiro
Roger Guerreiro (San Paolo, 25 maggio 1982) è un ex calciatore brasiliano naturalizzato polacco, di ruolo centrocampista.
Centrocampista offensivo, ha giocato nella nazionale polacca dopo aver ottenuto la cittadinanza polacca il 17 aprile 2008.

## Carriera

### Club
Roger ha giocato in diversi club brasiliani come São Caetano, Corinthians e Flamengo prima di tentare la carriera europea al Celta Vigo, nella seconda divisione spagnola. A fine stagione torna però in Brasile, alla Juventude.
Nel gennaio 2006 torna in Europa, viene acquistato dal Legia Varsavia e dopo ottime prestazioni vince il campionato la prima stagione. Titolare nelle stagioni successive, vince la Coppa di Polonia 2008 da migliore in campo contro il Wisla Cracovia.
Le prestazioni convincenti, e un iter burocratico accelerato, gli fanno acquisire la cittadinanza polacca e la convocazione in Nazionale.

### Nazionale
Mai entrato nel giro della Nazionale brasiliana, grazie alla procedura abbreviata per ottenere la cittadinanza polacca è stato convocato dalla Polonia dal CT Leo Beenhakker.
Ha debuttato in Nazionale il 27 maggio 2008 contro l'Albania. Pochi giorni dopo è stato convocato per il campionato d'Europa 2008, dove gioca da titolare e segna nella partita contro l'Austria, terminata 1-1.

## Palmarès

### Club

#### Competizioni statali
- Campionato paulista: 1

Corinthians: 2003
- Taça Guanabara: 1

Flamengo: 2004
- Campionato Carioca: 1

Flamengo: 2004

#### Competizioni nazionali
- Campionato polacco: 1

Legia Varsavia: 2005-2006
- Coppa di Polonia: 1

Legia Varsavia: 2008
- Supercoppa di Polonia: 1

Legia Varsavia: 2008
- Kypello Ellados: 1

AEK Atene: 2010–2011